# Altstadt (Gottmadingen)
Die Burg Altstadt ist eine abgegangene Höhenburg (Wallburg) auf 561,4 m ü. NN am Ostrand des bewaldeten Plateaus des Heilsberges etwa 1600 Meter nordnordöstlich von Gottmadingen im Landkreis Konstanz (Baden-Württemberg).
Von der ehemaligen Burganlage ist nur noch ein halbringförmiger Wall erhalten.